# Alberto Vega
Alberto Vega, pseudonym för Albert Masó i March, född i juli 1918 i Vila de Gràcia i Barcelona, död 21 november 2001 i Paris, var en spansk politiker. Han var medlem av Partido Obrero de Unificación Marxista och senare Socialisme ou Barbarie.

## Biografi
Vega blev politiskt aktiv vid 16 års ålder. Han blev medlem av Bloque Obrero y Campesino, ett kommunistiskt och antistalinistiskt parti. I juli 1936 inleddes spanska inbördeskriget och Vega stred mot de reaktionära styrkorna. Mellan juli och november 1937 var Vega internerad. År 1938 deltog Vega i mordet på León Narwicz, en infiltratör från NKVD.
År 1950 gick Vega med i den socialistiska grupperingen Socialisme ou Barbarie. Tillsammans med bland andra Cornelius Castoriadis, Claude Lefort och Jean-François Lyotard bröt han med stalinismen och sökte återupprätta socialismens autentiska värden.